# Amami Ōshima
Amami Ōshima (en japonés: 奄美大島) es una isla semi-tropical en el archipiélago de Ryūkyū (también conocido como las Islas Nansei) en Japón. Ōshima literalmente significa isla grande, y es la mayor de las islas Amami. Se encuentra aproximadamente a mitad de camino entre las islas Okinawa y Kyūshū. Antiguamente parte del Reino de Ryūkyū, en 1624 fue anexionada por el daimyo de Satsuma. Asimismo, estuvo aproximadamente siete años bajo el control estadounidense tras la derrota de Japón en la Segunda Guerra Mundial.

## Historia
No se sabe con certeza cuándo se asentó Amami Ōshima por primera vez. Las herramientas de piedra indican un asentamiento en el Paleolítico japonés, y otros artefactos, incluida la cerámica, indican un contacto constante con el Japón de los periodos Jōmon, Yayoi y Kofun.
La isla se menciona en la antigua crónica japonesa Nihon Shoki en una entrada correspondiente al año 657 d. C. Durante el periodo Nara y principios del periodo Heian fue un lugar de paso para los enviados de Japón a la corte de la China de la dinastía Tang. El nácar era un importante artículo de exportación para Japón. Entre 1571 y 1611, Amami Ōshima se incorporó brevemente como parte del reino de Ryukyu a medida que éste se expandía hacia el norte a lo largo del archipiélago. Como Ryukyu era vasallo tributario de la China Ming, esto cambió también el estatus de la isla.
Para contrarrestar la autoridad Ming, la isla fue invadida por samuráis del clan Shimazu en 1609 y su incorporación a las posesiones oficiales de ese dominio fue reconocida por el shogunato Tokugawa en 1624. El gobierno de los Shimazu fue duro, y los habitantes de la isla fueron reducidos a la servidumbre y obligados a cultivar caña de azúcar para hacer frente a los elevados impuestos, lo que a menudo provocaba hambrunas. Saigō Takamori fue exiliado a Amami Ōshima en 1859, donde permaneció dos años, y su casa se ha conservado como museo conmemorativo. Tras la Restauración Meiji, Amami Ōshima se incorporó a la provincia de Ōsumi y más tarde pasó a formar parte de la prefectura de Kagoshima. Tras la II Guerra Mundial, junto con las demás islas Amami, estuvo ocupada por Estados Unidos hasta 1953, fecha en la que volvió al control de Japón.
Desde febrero de 1974, un área de 7.861 hectáreas (19.420 acres) que incluye partes de la isla y el mar circundante fue protegida como Parque Cuasi-Nacional Amami Gunto. La zona también cuenta con un gran bosque de manglares.
En diciembre de 2001 hubo una batalla naval llamada Batalla de Amami-Ōshima entre una nave espía armada norcoreana y barcos de la Guardia Costera japonesa cerca de Amami Ōshima. La embarcación espía violó la zona económica exclusiva de Japón. Fue un enfrentamiento de seis horas que terminó con el hundimiento de la embarcación norcoreana.
En 2017 se creó el Parque Nacional de Amami Guntō. Absorbió el antiguo Parque Cuasinacional Amami Gunto y otras zonas terrestres y marítimas de los municipios adyacentes

## Geografía
Amami Ōshima se encuentra a unos 300 km al norte de la isla de Okinawa y 380 km al sur de Kyūshū. Está rodeada por el Mar de China Oriental al oeste y el océano Pacífico en el este. Con una superficie de 712,35 km ², es la segunda más grande de las islas Ryūkyū después de la isla de Okinawa y la séptima isla más grande de Japón (con exclusión de las disputadas islas Kuriles).

### Clima
Amami Ōshima, una de las islas del archipiélago de Amami en Japón, experimenta un clima subtropical húmedo. Este clima se caracteriza por temperaturas cálidas, abundantes precipitaciones y una marcada variación estacional. La isla disfruta de inviernos suaves, con temperaturas medias que rara vez descienden por debajo de los 10 °C (50 °F), mientras que los veranos son calurosos y húmedos, superando a menudo los 30 °C (86 °F).

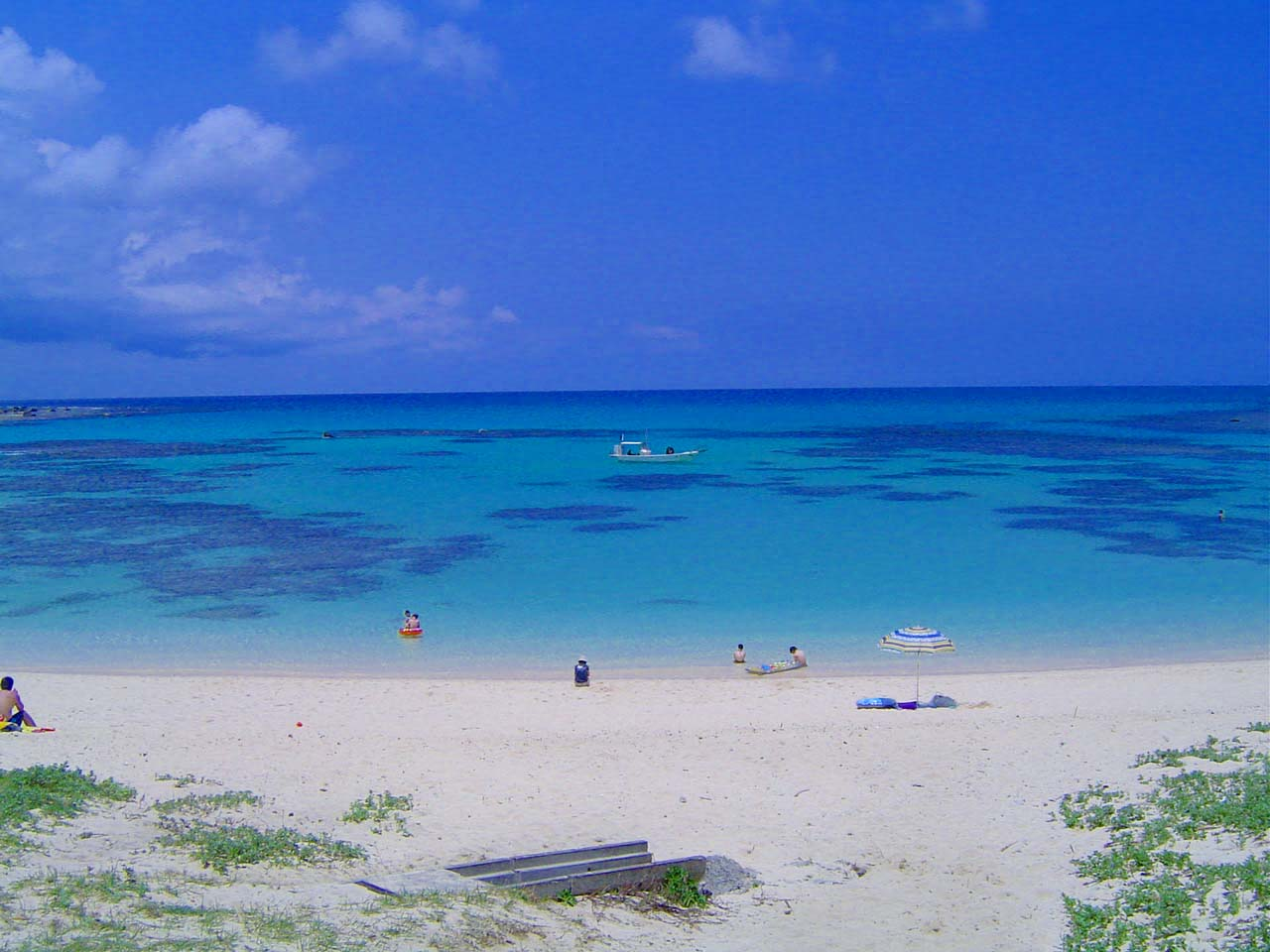
Una playa de la isla

Las precipitaciones son importantes durante todo el año, pero las más intensas se producen en los meses de verano, sobre todo en mayo y junio, coincidiendo con la estación lluviosa del este asiático. Esta humedad contribuye a la exuberante vegetación de la isla y a sus diversos ecosistemas, incluidos los bosques subtropicales ricos en flora y fauna.
El clima de Amami Ōshima está muy influido por su posición geográfica, rodeada por la cálida corriente de Kuroshio. El resultado es un clima relativamente estable, que reduce el riesgo de fenómenos meteorológicos extremos. Sin embargo, como muchas regiones de Japón, la isla se ve ocasionalmente afectada por tifones, especialmente a finales del verano y en otoño.
En general, el clima de Amami Ōshima sustenta una rica biodiversidad y es propicio para la agricultura, por lo que constituye una parte esencial de la identidad cultural y económica de la isla.

## Fauna

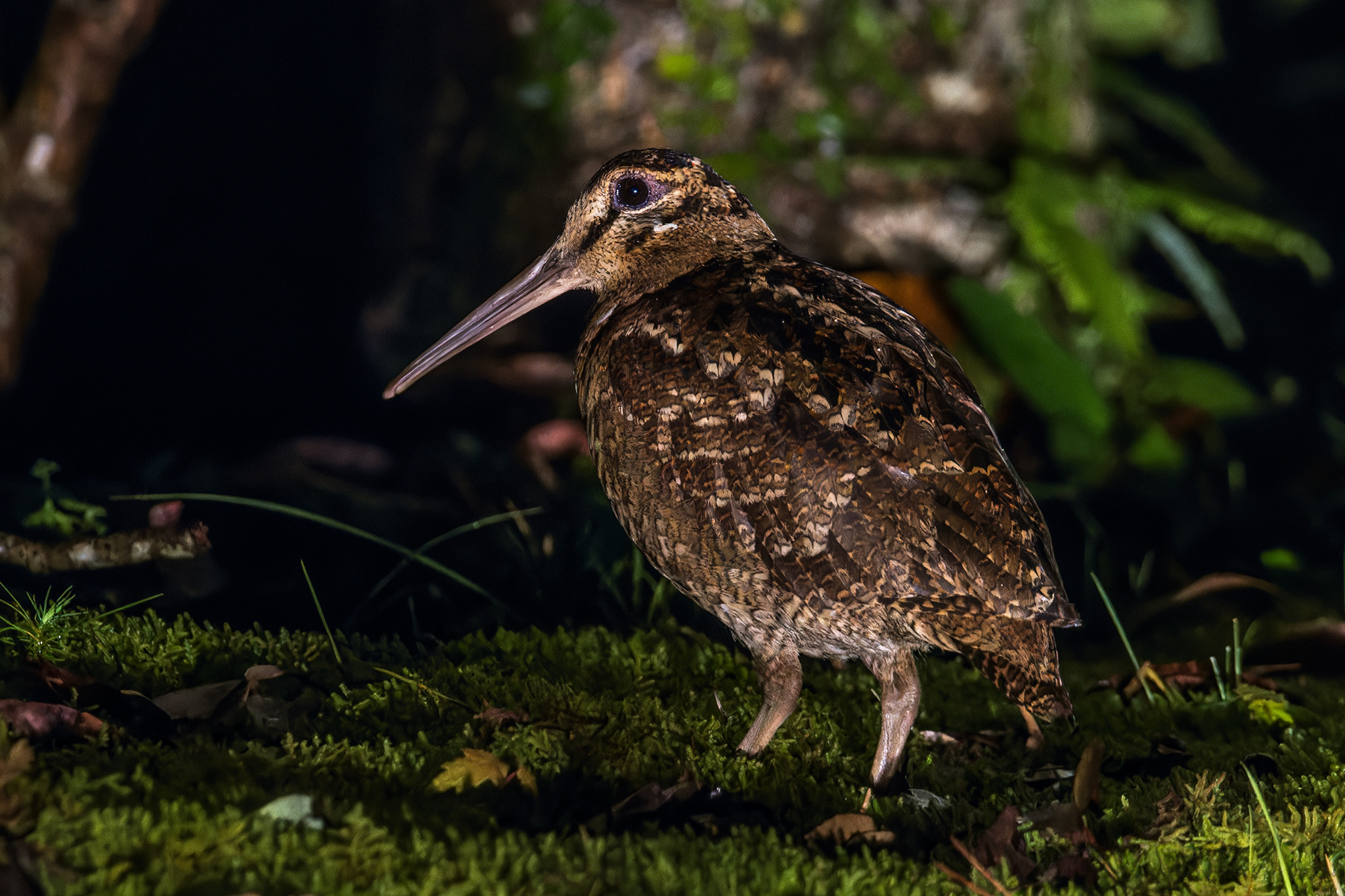
Chocha perdiz en la isla de Amami, Kagoshima, Japón

Amami Ōshima es el hogar de varios animales raros o en peligro de extinción, como el conejo de Amami, tanto que ahora se encuentran sólo en Amami Ōshima y Tokunoshima. El conejo de Amami es a veces llamado un fósil viviente, ya que representa a un antiguo linaje de Asia que ha desaparecido en otros lugares.
La isla es también el hogar de la Habu, una variedad de serpiente venenosa que se pueden encontrar en todas las islas Ryūkyū. Las Mangostas fueron traídas aquí para matar a algunos de los Habu, ya que la mordedura de una puede ser fatal. En la actualidad, las mangostas se multiplicado entre sí y se están convirtiendo en otro problema. De hecho, el aumento de la población de mangostas se ha relacionado con la disminución del conejo de Amami y otras especies endémicas.